# Eupatolityna
Eupatolityna – organiczny związek chemiczny z grupy flawonoli, związków należących do flawonoidów. Występuje w Brickellia veronicifolia i Ipomopsis aggregata.

## Glikozyd
Eupatolina jest glikozydem eupatolityny zawierającym przyłączoną ramnozę. Występuje w Eupatorium ligustrinum.